# Visoko obrazovanje
Visoko obrazovanje uključuje stjecanje naobrazbe na sveučilištu, akademiji, visokoj školi, sjemeništu, konzervatoriju i sličnim institucijama. Odgovarajući pojam upotrebljava se na brojnim jezicima (npr. fra. études supérieures, engl. higher education i njem. höhere Bildung). Često se koristi sinonim akademsko obrazovanje za visoko obrazovanje. 
Visoko obrazovanje slijedi poslije srednjoškolskog (sekundarnog) obrazovanja, npr. gimnazije. Poslije njega slijedi poslijesrednjoškolska (tercijarna) naobrazba, kroz koju se stječe uža specijalizacija. Visoko obrazovanje obično traje nekoliko godina i obično završava primitkom nekog akademskog zvanja. U visoko obrazovanje ubraja se i istraživačko obrazovanje.
Granica između visokog obrazovanja s jakim profesionalnim fokusom i drugog naprednog profesionalnog obrazovanja nije jasno definirana i može varirati od zemlje do zemlje. Vremenom su se i neke srednjoškolska naobrazbe akademizirale i počele ubrajati u visoko obrazovanje.